# Friedl Kubelka
Friedl Kubelka, nacida como Friedl Bondy, (Londres, 1946) es una fotógrafa, cineasta y artista visual austriaca, perteneciente al movimiento artístico del Accionismo vienés. Su obra se centra en acentuar la temporalidad, la serialidad y el cuerpo.

## Trayectoria
Nació en Londres, Reino Unido, y su familia se mudó primero a Berlín Este y más tarde a Viena, donde pasó la mayor parte de su infancia. Sus padres se vieron obligados a abandonar Austria debido a sus opiniones políticas.  Comenzó a hacer fotografías con doce años después de recibir una cámara de cajón como regalo de su padre en 1958. A los dieciséis años, sus intereses fotográficos se centraron en realizar retratos, rostros y cuerpos. Entre 1965 y 1969, comenzó a realizar sus primeras películas en el Instituto de Investigación e Instrucción Gráfica de Viena.  Tras obtener un diploma en fotografía comercial en 1971, abrió un estudio fotográfico profesional que mantuvo hasta 1997.  Sus películas cuentan con la participación de  familiares, amigos y hombres desconocidos.
En 1972, comenzó a tomar imágenes de ella misma usando lencería de alta gama. Estas fotografías se conocieron como su serie Pin-Up y nacieron del intento de analizar la distancia entre la modelo y el fotógrafo. Entre 1972 y 1983, creó la serie Jahresportraits (Autorretratos de un año), en la que se fotografió a sí misma diariamente durante un año y luego las montó juntas en grandes hojas de papel, con el objetivo de documentar la variedad de emociones que experimentó y brindar una visión íntima de su vida como mujer, artista, y más tarde, esposa y madre.
En 1978, se casó con el cineasta austríaco y teórico Peter Kubelka, cofundador del Museo Austriaco del Cine y del Archivo de Cine Antológico. Después de ser madre, comenzó a fotografiar a su hija durante la primera semana de vida hasta sus dieciocho años, realizando un total de 793 fotografías en dieciocho tableros. Tituló la serie Lebensportrait Louise Anna Kubelka (Retrato Louise Anna Kubelka). En 1980, empezó una serie similar de retratos de su madre, Lore Bondy, que tituló Das tausendteilige Portrait (Mil pensamientos cambiantes). Se divorció de Kubelka en 2001 y se casó con Georg Gröller en 2009.
Entre 1974 y 1981, el fotógrafo realizó una serie de retratos de cineastas del movimiento New American Cinema. Las imágenes, de estilo sobrio y tonos grisáceos, incluyen a figuras como Stan Brakhage (1974), Michael Snow (1981), George Kuchar (1974), Jack Smith (1977), Jonas Mekas (1975) y Nam June Paik (1977), entre otros. Gunvor Nelson (1977) es la única mujer retratada en la serie. Realizó exposiciones individuales en el Centro Pompidou de París, en la galería de fotos de Viena y en el Museo Holandés de Fotografía de Róterdam.

## Escuelas de fotografía y cine
En 1990, fundó la Escuela de Fotografía Artística Friedl Kubelka en Viena, Fue la primera escuela dedicada exclusivamente a la fotografía artística en Austria, y contó con profesores como Wolfgang Tillmanns, Hito Steyerl, Jakob Lena Knebl, Annet Kelm, Prinz Gholam y Maren Lübbke-Tidow.  En 2006 fundó la Escuela Friedl Kubelka de Cine Independiente, dedicada al arte del cine analógico. La escuela ha contado con profesores como Ken Jacobs, Robert Beavers, Peter Weibel, Oona Mosna, Kenneth Anger, Peter Tscherkassky, Eve Heller, James Benning y Mark Webber.

## Reconocimientos
Friedl Kubelka fue galardonada con el Gran Premio de Austria de Fotografía Artística, el premio de fotografía más prestigioso de Austria en 2005, junto con el Premio Estatal Austriaco de Cine en 2016. La primera retrospectiva fotográfica y cinematográfica de su obra en América del Norte fue comisariada y organizada por el Media City Film Festival, el único festival con películas de artistas en ambos lados de una frontera internacional.
En 2020, el Museo de Arte Moderno de Salzburgo presentó una exposición comisariada por Jürgen Tabor que abarcó décadas de arte de Kubelka.

## Obra

### Series fotográficas
- Jahresportraits (Retratos del año). (1972/73-2012/13).
- Pin-Ups . (1973–1974).[20]
- Serie de camas Reise (Voyage). (1974).
- Tagesportraits (Retratos de un día). (1974–1976).
- Passstücke (Los adaptativos), Franz West. (1975).
- Lebensportrait Louise Anna Kubelka (Retrato Louise Anna Kubelka). (1978–1996).
- Retrato Das tausendteilige (Mil pensamientos cambiantes). (1980).

### Filmografía
- Erwin, Toni, llse . (1968–1969)
- Conde Zokan (Franz West). (1969)
- Peter Kubelka y Jonás Mekas . (1994)
- Eltern (padres): Mutter (madre), Vater (padre). (1997 y 1999)
- Escupir . (2000).
- Psychoanalyse ohne Ethik (Psicoanálisis sin ética). (2005)
- Heidi Kim en el Hotel W Hong Kong. (2010)
- La Cigarrillo. (2011)
- Ich auch, auch, ich auch (Yo también, también, yo también). (2012).